# ۵۲۸ (میلادی)
۵۲۸ (میلادی) پانصد و بیست و هشتمین سال تقویم میلادی است.

## درگذشتگان
- بودی‌دارما، راهب بودایی (تاریخ تقریبی)

‎